# Псиландер, Густав
Барон Густав фон Псиландер (швед. Gustaf von Psilander; 16 августа 1669, Стокгольм — 18 марта 1738, Карлскруна) — шведский адмирал, президент Адмиралтейств-коллегии.

## Начало карьеры
Родился 16 августа 1669 года в Стокгольме в семье инспектора архива Камер-коллегии Пера Псиландера и Элисабет Юхансдоттер. Рано остался без отца. После его смерти заботу о Густаве взял на себя друг отца штральзундский ратман Иоганн Хагемайстер.
Служебную карьеру начал в возрасте 18 лет при Адмиралтействе на должности ротного писаря. В 1688 году он перешёл на военную службу и в 1689 году был произведён в констапели. В этом же году Псиландер поступил на голландский флот и в ходе войны за Пфальцское наследство участвовал в сражении при Бичи-Хед (1690). По возвращении в 1695 году в Швецию Псиландер становится унтер-лейтенантом, а к началу Северной войны он был уже капитаном.
Принимал участие в высадке шведских войск на Зеландии, а затем их переброске в Прибалтику. В 1702—1704 годах осуществлял конвоирование шведских торговых судов в Голландию и Англию.

## Бой у Орфорд-Несса
Летом 1704 года Псиландер на 50-пушечном корабле «Эланд» вышел из Марстранда, конвоируя большой караван торговых судов. 28 июля в 8 милях от мыса Орфорд-Несс в Суффолке он встретил английскую эскадру командора Уетстоуна, состоявшую из 8 линейных кораблей и 1 фрегата, нёсших общей сложностью 442 орудия. Ему было приказано приспустить свой флаг перед британским, однако он отказался, после чего первый из английских кораблей дал по нему залп из всех орудий. Псиландер ответил ему тем же. Вслед за этим завязался четырёхчасовой бой со всей английской эскадрой, в результате которого «Эланд» потерял большую часть команды и, в конце концов, был захвачен. В ходе боя серьёзные повреждения получили три английских корабля. Захваченное судно было отведено в Лондон, где Псиландера месяц продержали в тюрьме. Затем, произведя на корабле лишь самый необходимый ремонт, он отплыл в Швецию, однако в январе в штормовую погоду «Эланд» потерпел крушение на рифах Скагена.

## На высоких постах
Вновь получить командование кораблём Псиландер смог лишь в 1710 году. В 1711 году ему пожаловали дворянство, после чего в его фамилии появилась частица «фон». В 1714 году он был уже вице-адмиралом и возглавлял военно-морскую верфь в Карлскруне, в 1715 его произвели в адмиралы, а в 1716 году доверили пост ландсхёвдинга Готланда.
В 1717 году галерный флот Апраксина высадил десант на Готланде. Новоприбывший ландсхёвдинг собрал в Висбю ополчение горожан и двинулся навстречу русскому отряду, который, однако, уже отошёл обратно на суда.
В 1719 году Псиландеру был пожалован баронский титул, а в 1728 году он занял пост ландсхёвдинга Кальмара. С декабря 1734 года находился на должности президента Адмиралтейств-коллегии.
Умер в Карлскруне 18 марта 1738 года.

## Семья
С 1697 года был женат на Ингрид Лепи́н.